# Hans Richner

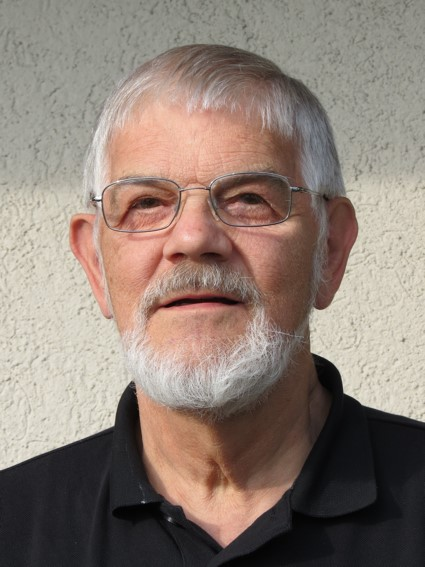
Hans Richner (2015)

Hans Richner (* 17. März 1944 in Rupperswil) ist ein Schweizer Physiker, Meteorologe und Hochschullehrer.

## Leben
Hans Richner promovierte 1974 an der ETH Zürich mit einer Arbeit über atmosphärische Druckschwankungen und Biometeorologie. Er wurde Lehrbeauftragter am Institut für Atmosphäre und Klima der ETH Zürich und 1995 Titularprofessor. Richner entwickelte an der ETH meteorologische Instrumente und Beobachtungsmethoden: Forschungsflüge, Wind Profiler und Radiosonden. Er forschte zu mesoskaliger Dynamik der Atmosphäre über komplexer Topografie, zu Lokalwind-Systemen und zu Biometeorologie. Er gab Vorlesungen zu Mess- und Beobachtungsmethoden, Agrarmeteorologie und (auch an der Universität Konstanz) Atmosphärenphysik. Er war beim ALPine EXperiment ALPEX und beim Mesoscale Alpine Programme (einem Forschungsprojekt über Wetterabläufe im Alpenraum) massgeblich beteiligt.
Seit seiner Emeritierung nimmt Richner an der Arbeitsgemeinschaft Föhnforschung Rheintal-Bodensee teil und befasst sich mit Wetterfühligkeit. 2017 wirkte er beim Film Im Bann des Föhns mit.